# Милна
Милна (хорв. Milna) — населений пункт і громада в Сплітсько-Далматинській жупанії Хорватії.

## Населення
Населення громади за даними перепису 2011 року становило 1034 осіб. Населення самого поселення становило 830 осіб.
Динаміка чисельності населення громади:
Динаміка чисельності населення центру громади:

## Населені пункти
Крім поселення Милна, до громади також входять: 
- Бобовища
- Ложища

## Клімат
Середня річна температура становить 16,41 °C, середня максимальна – 28,60 °C, а середня мінімальна – 4,58 °C. Середня річна кількість опадів – 741 мм.
| Клімат поселення                              | Клімат поселення | Клімат поселення | Клімат поселення | Клімат поселення | Клімат поселення | Клімат поселення | Клімат поселення | Клімат поселення | Клімат поселення | Клімат поселення | Клімат поселення | Клімат поселення | Клімат поселення |
| Показник                                      | Січ.             | Лют.             | Бер.             | Квіт.            | Трав.            | Черв.            | Лип.             | Серп.            | Вер.             | Жовт.            | Лист.            | Груд.            |                  |
| Середній максимум, °C                         | 13,23            | 12,90            | 14,98            | 18,05            | 22,83            | 26,62            | 28,60            | 28,49            | 24,58            | 20,53            | 16,18            | 13,78            |                  |
| Середня температура, °C                       | 9,05             | 8,75             | 10,81            | 13,85            | 18,64            | 22,42            | 25,47            | 25,36            | 21,44            | 17,40            | 13,05            | 10,65            |                  |
| Середній мінімум, °C                          | 4,88             | 4,58             | 6,64             | 9,68             | 14,48            | 18,26            | 22,35            | 22,24            | 18,29            | 14,25            | 9,92             | 7,52             |                  |
| Норма опадів, мм                              | 70               | 57               | 64               | 59               | 51               | 41               | 27               | 43               | 63               | 80               | 99               | 87               |                  |
| Середньомісячна швидкість вітру, м/с          | 3.38             | 3.58             | 3.69             | 3.39             | 2.99             | 2.70             | 2.79             | 2.60             | 2.92             | 3.08             | 3.78             | 3.68             |                  |
| Середньомісячна сонячна радіація, кДж/м²·день | 5640             | 8383             | 12088            | 16785            | 20799            | 23502            | 25136            | 22133            | 16379            | 10679            | 6078             | 4742             |                  |
| --------------------------------------------- | ---------------- | ---------------- | ---------------- | ---------------- | ---------------- | ---------------- | ---------------- | ---------------- | ---------------- | ---------------- | ---------------- | ---------------- | ---------------- |
| Джерело:                                      |                  |                  |                  |                  |                  |                  |                  |                  |                  |                  |                  |                  |                  |